# Christos Mouzakitis
Christos Mouzakitis (Atenas, 25 de diciembre de 2006) es un futbolista griego que juega en la demarcación de centrocampista para el Olympiacos F. C. de la Superliga de Grecia.

## Trayectoria
Se unió en las divisiones inferiores del equipo griego Olympiacos FC a los siete u ocho años.
Comenzó su carrera en el Olympiacos B de Grecia. El 12 de abril de 2023, debutó con el club durante una victoria por 3-0 sobre Episkopi FC.
Debutó de manera oficial con el primer equipo el 29 de septiembre de 2024 en la jornada 6 de la Superliga de Grecia 2024-25, donde Olympiacos FC le ganó 2-0 a Atromitos FC con goles de Rodinei y Ayoub El Kaabi, además de dar una asistencia. Hizo su primer gol el 2 de febrero del 2025 en un partido contra Levadiakos FC en la jornada 21 en el minuto 85.

## Selección nacional
Tras jugar en las categorías inferiores de la selección, finalmente hizo su debut con la selección de fútbol de Grecia en un partido de la Liga de Naciones de la UEFA 2024-25 contra Finlandia que finalizó con un resultado de 0-2 para el combinado griego tras los goles de Tasos Bakasetas y Christos Tzolis.

## Estadísticas

### Clubes
| Club                      | Div.             | Temporada        | Liga  | Liga  | Liga   | Copas nacionales | Copas nacionales | Copas nacionales | Copas internacionales | Copas internacionales | Copas internacionales | Total | Total | Total  | Media goleadora |
| Club                      | Div.             | Temporada        | Part. | Goles | Asist. | Part.            | Goles            | Asist.           | Part.                 | Goles                 | Asist.                | Part. | Goles | Asist. | Media goleadora |
| ------------------------- | ---------------- | ---------------- | ----- | ----- | ------ | ---------------- | ---------------- | ---------------- | --------------------- | --------------------- | --------------------- | ----- | ----- | ------ | --------------- |
| Olympiacos B · Grecia     | 2.ª              | 2022-23          | 1     | 0     | 0      | ―                | ―                | ―                | ―                     | ―                     | ―                     | 1     | 0     | 0      | 0               |
| Olympiacos B · Grecia     | 2.ª              | 2023-24          | 15    | 0     | 1      | ―                | ―                | ―                | ―                     | ―                     | ―                     | 15    | 0     | 1      | 0               |
| Olympiacos B · Grecia     | Total club       | Total club       | 16    | 0     | 1      | 0                | 0                | 0                | 0                     | 0                     | 0                     | 16    | 0     | 1      | 0               |
| Olympiacos F. C. · Grecia | 1.ª              | 2024-25          | 23    | 1     | 2      | 4                | 1                | 0                | 9                     | 0                     | 3                     | 36    | 2     | 5      | 0.06            |
| Olympiacos F. C. · Grecia | Total club       | Total club       | 23    | 1     | 2      | 4                | 1                | 0                | 9                     | 0                     | 3                     | 36    | 2     | 5      | 0.06            |
| Total en carrera          | Total en carrera | Total en carrera | 39    | 1     | 3      | 4                | 1                | 0                | 9                     | 0                     | 3                     | 52    | 2     | 6      | 0.04            |
| 1. 2. 3.                  |                  |                  |       |       |        |                  |                  |                  |                       |                       |                       |       |       |        |                 |

## Palmarés

### Títulos nacionales
| Título              | Club             | País   | Año  |
| ------------------- | ---------------- | ------ | ---- |
| Superliga de Grecia | Olympiacos F. C. | Grecia | 2025 |
| Copa de Grecia      | Olympiacos F. C. | Grecia | 2025 |